# Homothraulus missionensis
Homothraulus missionensis is een haft uit de familie Leptophlebiidae. De wetenschappelijke naam van de soort is voor het eerst geldig gepubliceerd in 1912 door Esben-Petersen.
De soort komt voor in het Neotropisch gebied.